# VK Roter Stern Belgrad
Der VK Roter Stern Belgrad (Vaterpolo klub Crvena zvezda) ist ein Wasserballklub in der serbischen Hauptstadt Belgrad und gehört zum Sportverein Roter Stern Belgrad. Der Verein gehörte zu den besten Clubs in Jugoslawien und holte 2013 den Sieg in der Wasserball-Champions League und dem europäischen Supercup. Viele Spieler des Klubs waren auch in der serbischen Nationalmannschaft erfolgreich. Mit dem Stadtrivalen VK Partizan Belgrad verbindet Roter Stern eine der großen Rivalitäten des Sports überhaupt sowie eines der bekanntesten Wasserballderbys weltweit. Dieses Aufeinandertreffen ist als das „Ewige Derby“ bekannt.

## Erfolge
- LEN Champions League (1): 2012/13